# Esercito Ortodosso Russo
L'Esercito Ortodosso Russo (in russo Русская православная армия?, Russkaja pravoslavnaja armija) è stato un gruppo paramilitare che prese parte alle prime fasi della guerra del Donbass tra le file dei separatisti.

## Storia

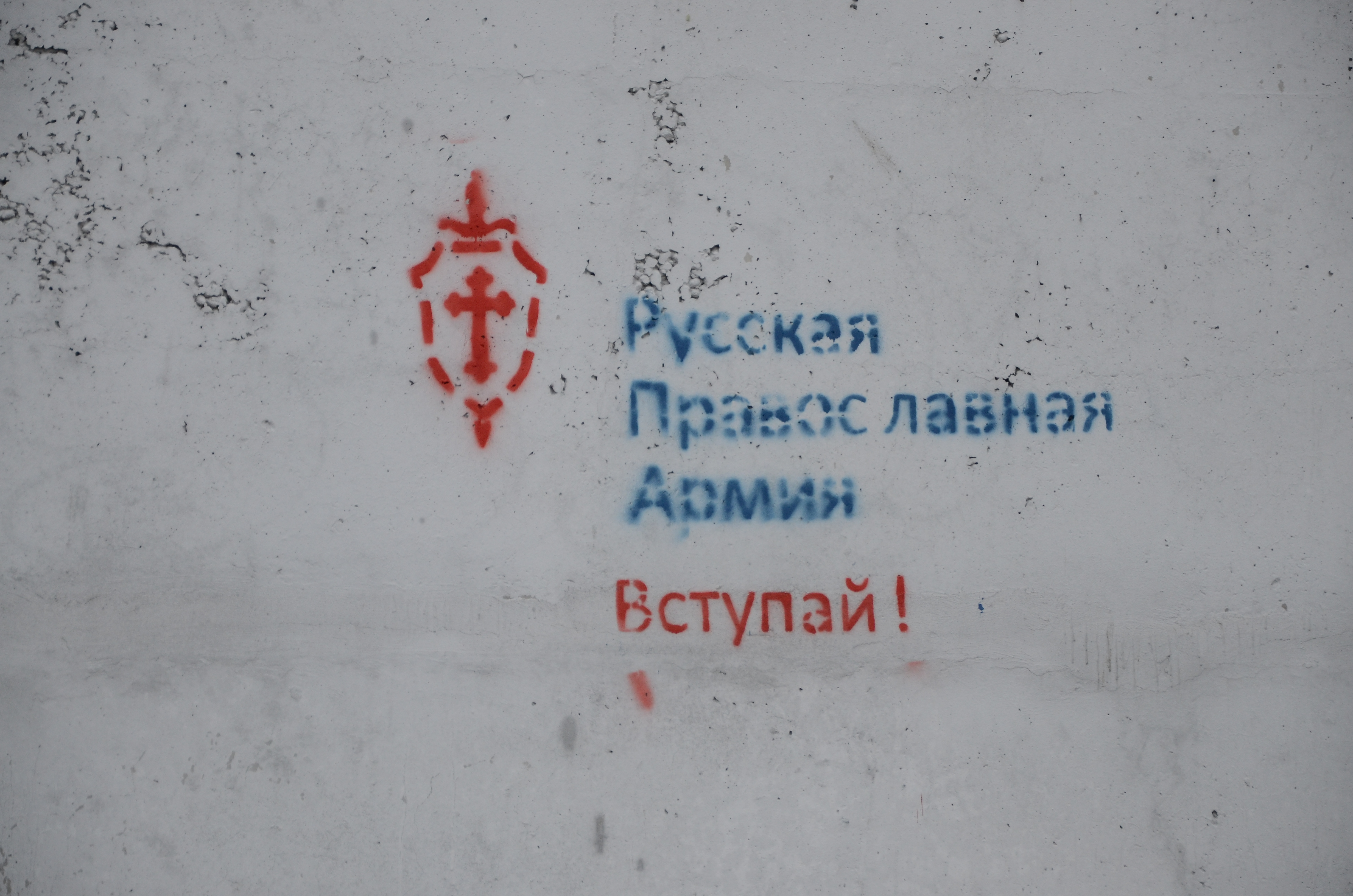
Graffiti dell'Esercito Ortodosso Russo a Doneck, 2014

Il gruppo venne fondato nel 2014 da Pavel Gubarev, figura importante tra i separatisti russi durante la prima fase del conflitto russo-ucraino che aveva precedentemente militato in Unità Nazionale Russa, movimento con cui l'Esercito Ortodosso aveva molti legami.
Nel giugno 2014 il gruppo prese parte ad alcuni scontri a Mariupol' e nel distretto di Amvrosiïvka. Nel settembre dello stesso anno venne integrato nella 5ª Brigata "Oplot".
Come altre formazioni militari separatiste, l'Esercito Ortodosso è stato accusato oltre che di crimini di guerra anche di torture, rapimenti, abusi, omicidi, percosse e minacce nei confronti di cattolici, protestanti e membri della Chiesa ortodossa ucraina, oltre che di atti antisemiti e antislamici.